# Rhizophagus procerus
Rhizophagus procerus es una especie de coleóptero de la familia Monotomidae.

## Distribución geográfica
Habita en Nuevo León (México) y Estados Unidos.